# Rezerwat przyrody Zamczysko nad Rabą
Rezerwat przyrody „Zamczysko nad Rabą” – rezerwat krajobrazowy położony na terenie powiatu myślenickiego, w gminie Myślenice. Znajduje się na gruntach Skarbu Państwa w zarządzie Nadleśnictwa Myślenice (leśnictwo Ukleina).
Obszar chroniony utworzony został w 1962 r. w celu zachowania ze względów krajobrazowych fragmentu lasu mieszanego z ruinami średniowiecznego zamku obronnego nad rzeką Rabą. Rezerwat położony jest poza granicami innych obszarowych form ochrony przyrody.
Rezerwat obejmuje 1,35 ha lasu na północno-zachodnich stokach góry Uklejny w sąsiedztwie zabudowań przedmieść Myślenic (Zarabia). W rezerwacie znajdują się położone na skałach ruiny wieży strażniczej oraz pozostałości głębokiej fosy. Umocnienia zbudowane z ciosów piaskowca zespolonego zaprawą wapienną pochodzą najprawdopodobniej z XIII w. i wzniesione zostały za panowania Bolesława Wstydliwego. Warownia strzegła drogi handlowej z Węgier do Polski prowadzącej doliną Raby. Z czasem została przejęta przez bandy raubritterów, w tym Katarzyny Skrzyńskiej. Warownia została zniszczona na rozkaz Kazimierza Jagiellończyka. Pozostałe ruiny mają postać baszty o kilkumetrowej wysokości i średnicy. Otaczający ruiny las tworzy dwa chronione siedliska przyrodnicze: żyzną buczynę karpacką i grąd subkontynentalny.
Składnikiem flory rezerwatu jest szereg chronionych gatunków m.in. zanokcica skalna, wawrzynek wilczełyko, goryczka trojeściowa, parzydło leśne, pierwiosnek wyniosły i gnieźnik leśny.
Teren rezerwatu został udostępniony do zwiedzania – prowadzi po nim ścieżka dydaktyczna oraz czerwony szlak turystyczny (Mały Szlak Beskidzki).